# 刘文璞
刘文璞（1934年11月—），北京大兴人，中国社会科学院农村发展研究所研究员，中国社会科学院荣誉学部委员。